# Lista planetelor minore: 273001–274000
Aceasta este lista planetelor minore cu numerele 273001–274000.

## 273001–273100
| Denumire | Denumire provizorie | Data descoperirii  | Locul descoperirii | Descoperitor(i)     |
| -------- | ------------------- | ------------------ | ------------------ | ------------------- |
| 273001 – | 2006 DJ68           | 23 februarie 2006  | Anderson Mesa      | LONEOS              |
| 273002 – | 2006 DL69           | 20 februarie 2006  | Kitt Peak          | Spacewatch          |
| 273003 – | 2006 DU71           | 21 februarie 2006  | Mount Lemmon       | Mount Lemmon Survey |
| 273030 – | 2006 DC114          | 27 februarie 2006  | Socorro            | LINEAR              |
| 273033 – | 2006 DC120          | 20 februarie 2006  | Catalina           | CSS                 |
| 273061 – | 2006 DT185          | 24 octombrie 2003* | Apache Point       | SDSS                |
| 273075 – | 2006 EX1            | 3 martie 2006      | Nyukasa            | Nyukasa             |

## 273101–273200
| Denumire | Denumire provizorie | Data descoperirii | Locul descoperirii | Descoperitor(i) |
| -------- | ------------------- | ----------------- | ------------------ | --------------- |
| 273141 – | 2006 HO13           | 19 aprilie 2006   | Palomar            | NEAT            |
| 273161 – | 2006 HL59           | 22 aprilie 2006   | Siding Spring      | SSS             |
| 273194 – | 2006 HY130          | 26 aprilie 2006   | Cerro Tololo       | M. W. Buie      |

## 273201–273300
| Denumire          | Denumire provizorie | Data descoperirii | Locul descoperirii | Descoperitor(i) |
| ----------------- | ------------------- | ----------------- | ------------------ | --------------- |
| 273230 de Bruyn   | 2006 JU72           | 1 mai 2006        | Mauna Kea          | P. A. Wiegert   |
| 273233 –          | 2006 KC1            | 20 mai 2006       | Mayhill            | A. Lowe         |
| 273261 –          | 2006 KK118          | 29 mai 2006       | Reedy Creek        | J. Broughton    |
| 273262 Cottam     | 2006 KJ142          | 25 mai 2006       | Mauna Kea          | P. A. Wiegert   |
| 273272 –          | 2006 OU             | 17 iulie 2006     | Lulin Observatory  | LUSS            |
| 273273 Piwowarski | 2006 OR9            | 24 iulie 2006     | Winterthur         | M. Griesser     |

## 273301–273400
| Denumire | Denumire provizorie | Data descoperirii  | Locul descoperirii | Descoperitor(i)     |
| -------- | ------------------- | ------------------ | ------------------ | ------------------- |
| 273302 – | 2006 SS118          | 24 septembrie 2006 | Junk Bond          | D. Healy            |
| 273343 – | 2006 TC107          | 13 octombrie 2006  | Lulin Observatory  | C.-S. Lin, Q.-z. Ye |
| 273376 – | 2006 UQ288          | 29 octombrie 2006  | La Sagra           | OAM                 |
| 273378 – | 2006 VN1            | 2 noiembrie 2006   | Antares            | Antares Observatory |

## 273401–273500
| Denumire | Denumire provizorie | Data descoperirii  | Locul descoperirii   | Descoperitor(i) |
| -------- | ------------------- | ------------------ | -------------------- | --------------- |
| 273412 – | 2006 WF2            | 18 noiembrie 2006  | Vallemare di Borbona | V. S. Casulli   |
| 273420 – | 2006 WA28           | 22 noiembrie 2006  | 7300 Observatory     | W. K. Y. Yeung  |
| 273461 – | 2006 XX44           | 6 septembrie 2002* | Campo Imperatore     | CINEOS          |
| 273476 – | 2006 YT14           | 22 decembrie 2006  | Črni Vrh             | Črni Vrh        |
| 273484 – | 2006 YQ49           | 29 decembrie 2006  | Pla D'Arguines       | R. Ferrando     |

## 273501–273600
| Denumire | Denumire provizorie | Data descoperirii | Locul descoperirii | Descoperitor(i) |
| -------- | ------------------- | ----------------- | ------------------ | --------------- |
| 273544 – | 2007 BF50           | 28 ianuarie 2007  | Marly              | P. Kocher       |
| 273564 – | 2007 BW91           | 19 ianuarie 2007  | Mauna Kea          | Mauna Kea       |

## 273601–273700
| Denumire | Denumire provizorie | Data descoperirii | Locul descoperirii | Descoperitor(i) |
| -------- | ------------------- | ----------------- | ------------------ | --------------- |
| 273633 – | 2007 DW45           | 21 februarie 2007 | Bergisch Gladbach  | W. Bickel       |
| 273687 – | 2007 EG27           | 12 martie 2007    | Altschwendt        | W. Ries         |

## 273801–273900
| Denumire         | Denumire provizorie | Data descoperirii | Locul descoperirii | Descoperitor(i)        |
| ---------------- | ------------------- | ----------------- | ------------------ | ---------------------- |
| 273836 Hoijyusek | 2007 GZ27           | 13 aprilie 2007   | Lulin Observatory  | Q.-z. Ye, H.-C. Lin    |
| 273879 –         | 2007 HQ7            | 16 aprilie 2007   | Purple Mountain    | PMO NEO Survey Program |

## 273901–274000
| Denumire         | Denumire provizorie | Data descoperirii  | Locul descoperirii | Descoperitor(i)       |
| ---------------- | ------------------- | ------------------ | ------------------ | --------------------- |
| 273915 –         | 2007 HG73           | 24 octombrie 2005* | Mauna Kea          | A. Boattini           |
| 273941 –         | 2007 JB23           | 13 mai 2007        | Tiki               | S. F. Hönig, N. Teamo |
| 273959 –         | 2007 KX1            | 18 mai 2007        | Wrightwood         | J. W. Young           |
| 273987 Greggwade | 2007 LQ30           | 11 iunie 2007      | Mauna Kea          | D. D. Balam           |
| 273996 –         | 2007 OQ             | 17 iulie 2007      | Eskridge           | G. Hug                |